# Museo Nacional de la Edad Media de París
El Museo Nacional de la Edad Media o Museo Cluny (Musée national du Moyen Âge o Musée Cluny) es un museo estatal francés situado en la plaza Paul Painlevé, frente a la Sorbona y al parque de Samuel Paty, en el Barrio Latino de París.

## Historia
El lugar que ocupa el edificio ha tenido distintos usos desde la Edad Antigua, conservándose aún unas termas galo-romanas del siglo I, por lo que también es conocido con el nombre de termas de Cluny. El nombre se lo debe a haber sido desde el siglo XIII sede del hospicio-residencia de los abades de Cluny. Fue reformado ampliamente por el abad Jacques d'Amboise (1485-1510). En 1560 fue elegido como palacio de la reina viuda de Francia, María Estuardo, que lo ocupó brevemente.
Durante la Revolución francesa el edificio fue confiscado por la recién nacida República (1793), y en treinta años fue cambiando de propietarios. Uno de ellos, médico, utilizó la capilla de la primera planta como sala de operaciones. En 1833 Alexandre du Sommerard instaló allí su gran colección de obras medievales y del Renacimiento. Después de su muerte, en 1842, la colección fue adquirida por el Estado, que la abrió público como museo en 1843, con su hijo como director-conservador.

## Obras
El museo contiene una gran variedad de objetos medievales de suma importancia. Destacan las colecciones de tapices (70 piezas aproximadamente), destacando la serie La dama y el unicornio, de marfiles (300 piezas) y esculturas, destacando las de estilo gótico, alguna de ellas procedentes de edificios como la catedral de Notre-Dame o la abadía de Saint-Denis. Son muy llamativos también los conjuntos de orfebrería, incluyendo una parte del Tesoro de Guarrazar procedente de España, y vidrieras.
En un área de 3500 m², con 2000 m² de exposición, el museo reúne 23.000 obras y objetos, de los que únicamente se exponen 2.300, que datan de la época de la Galia romana hasta el siglo XVI.

## Galería de imágenes

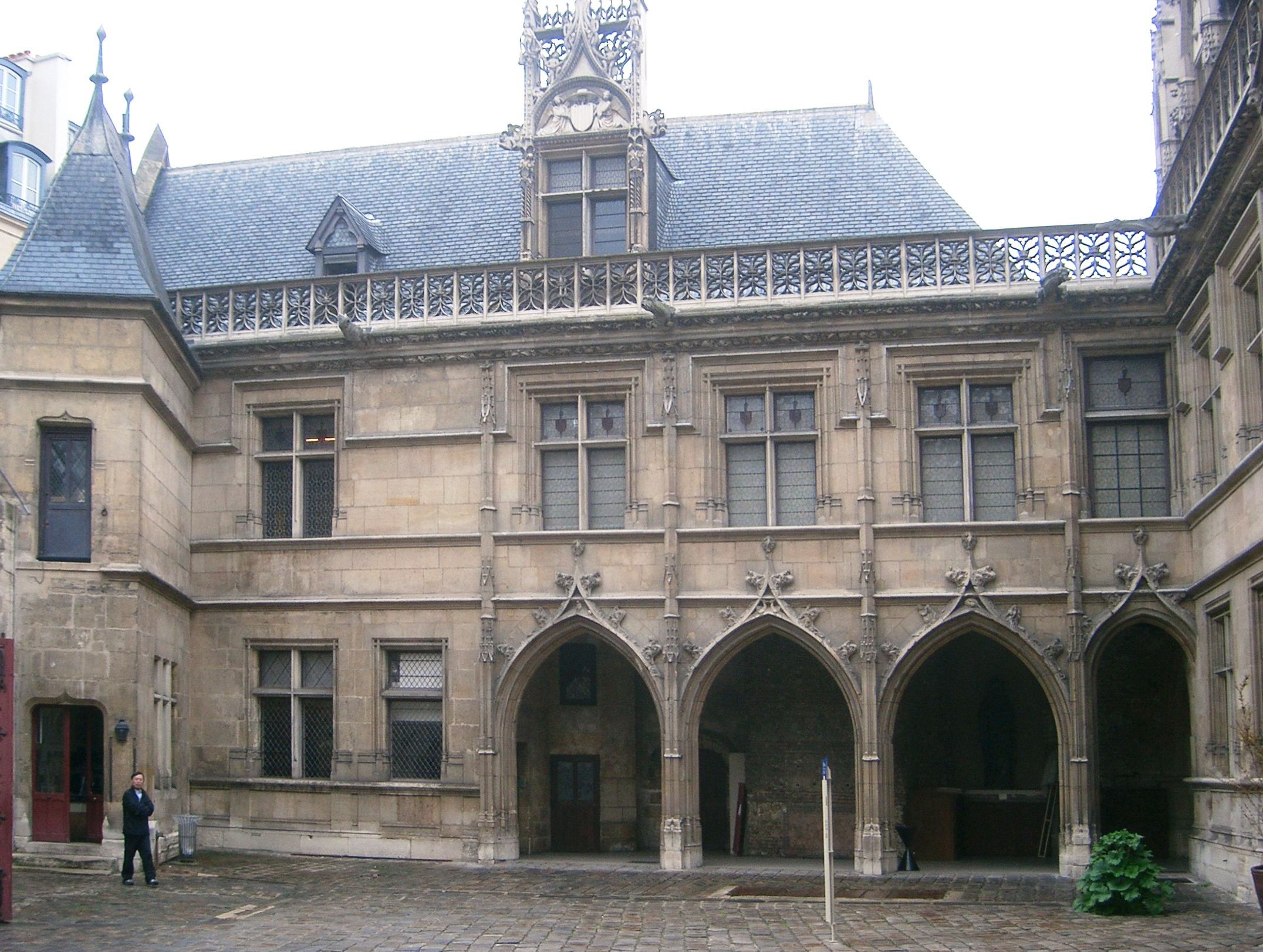
Patio interior del museo.
La dama y el unicornio, tapiz flamenco, finales del siglo XV.
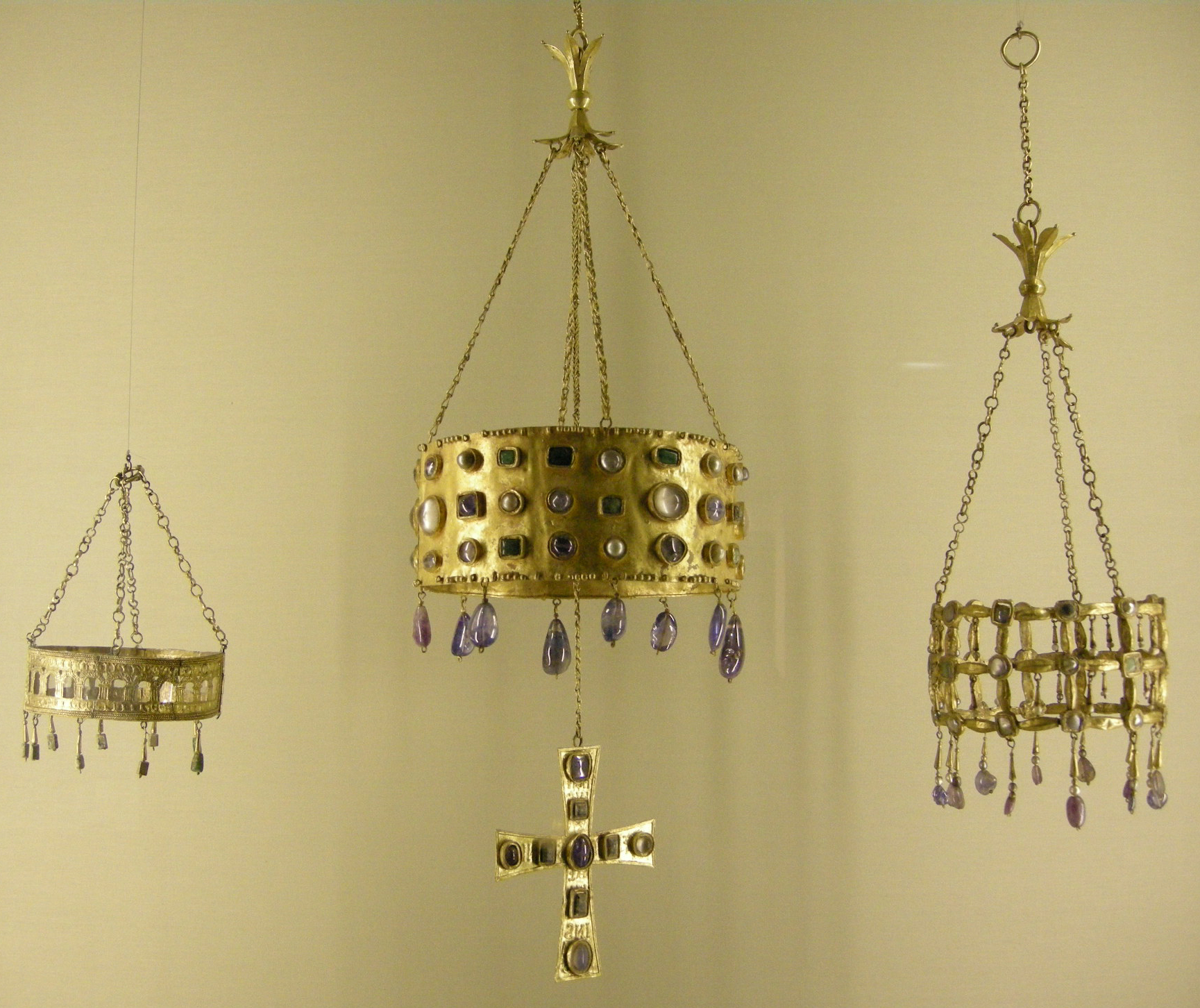
Coronas votivas del Tesoro de Guarrazar, orfebrería visigoda del siglo VII (las piezas están repartidas entre este museo y dos de Madrid: la Armería Real y el Museo Arqueológico Nacional).
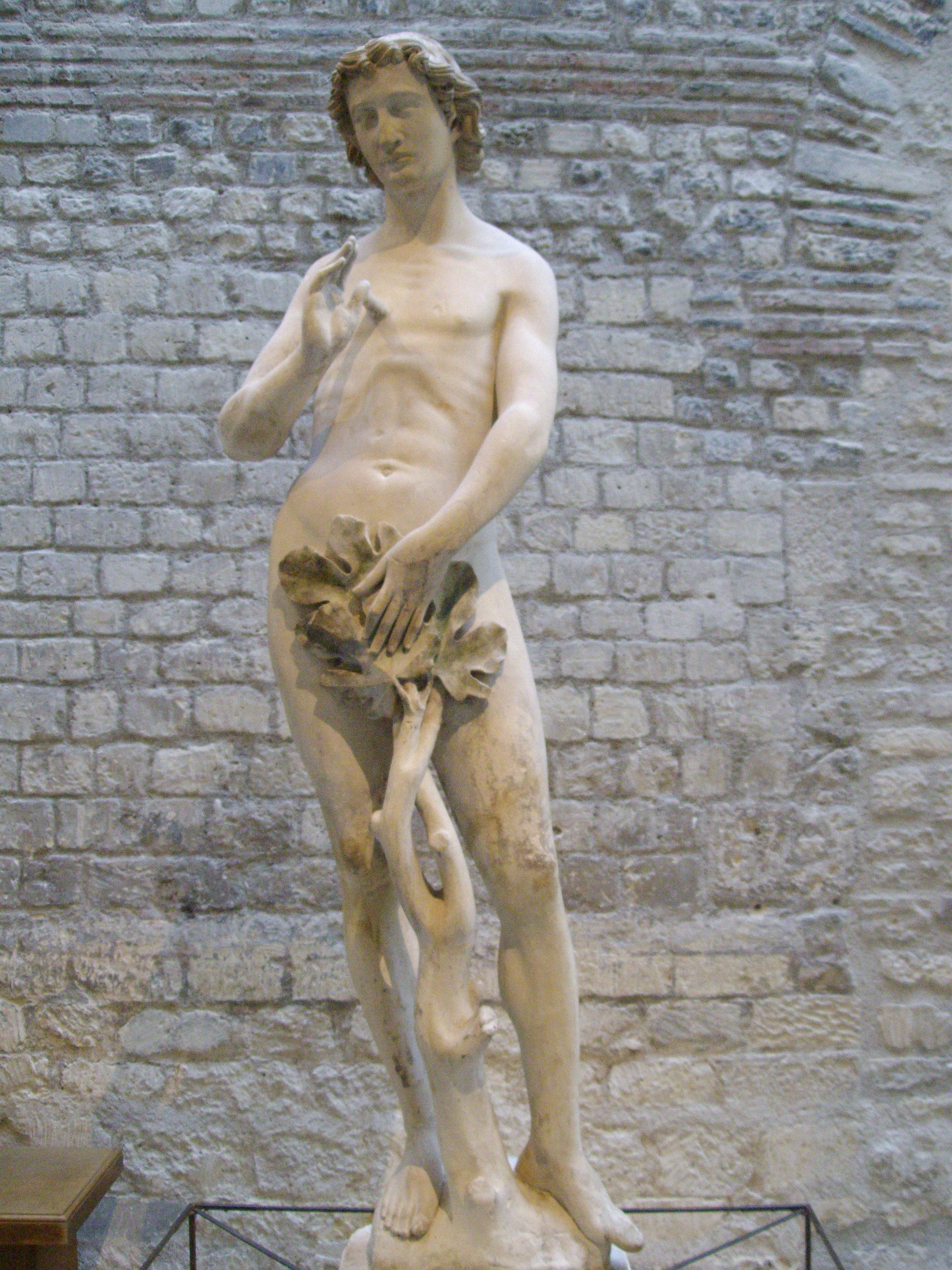
Adán, escultura gótica del transepto de la catedral de París, siglo XIII.
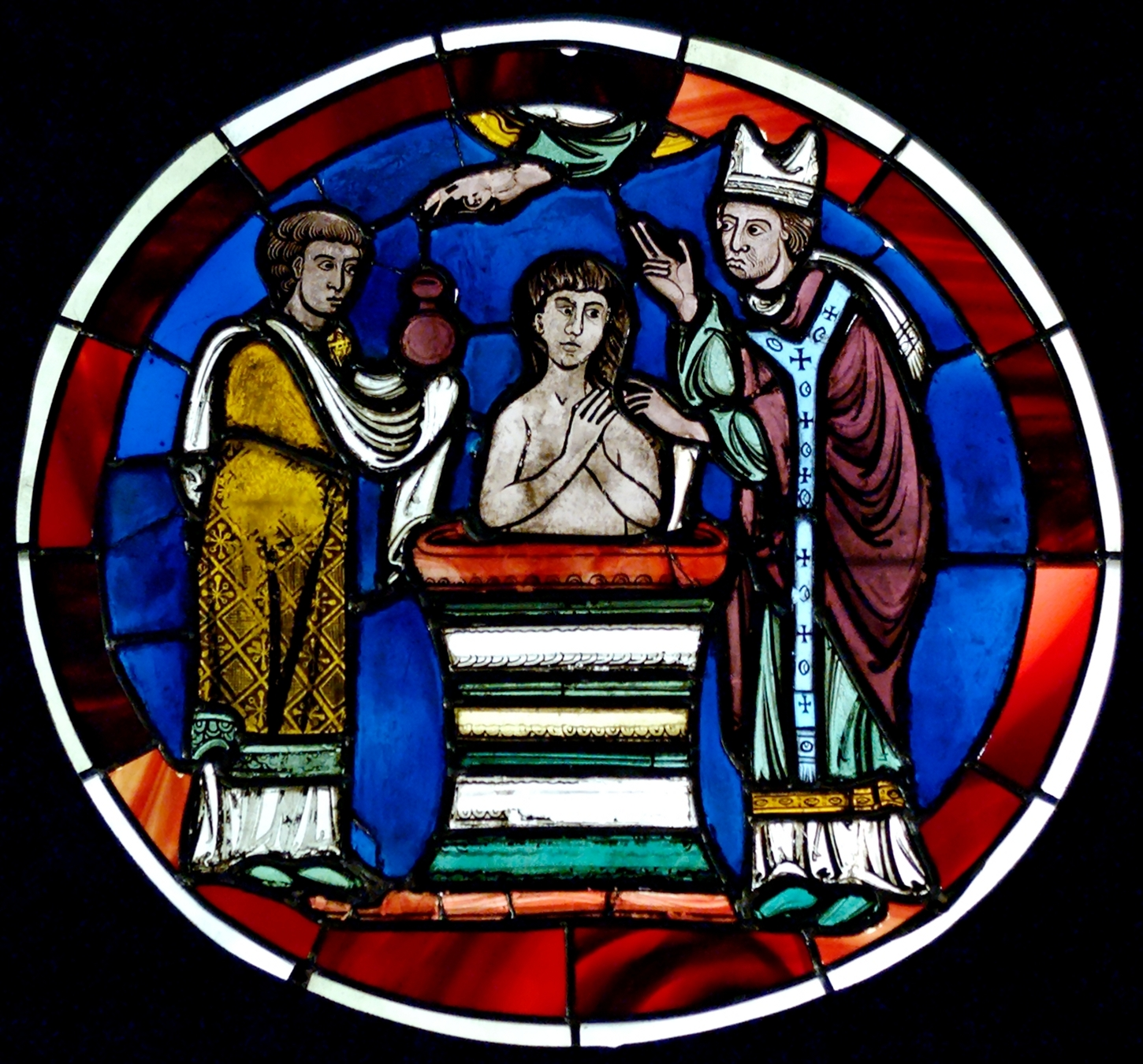
Vidriera con escena de Bautismo. Procedente de la Sainte Chapelle de París, siglo XII.
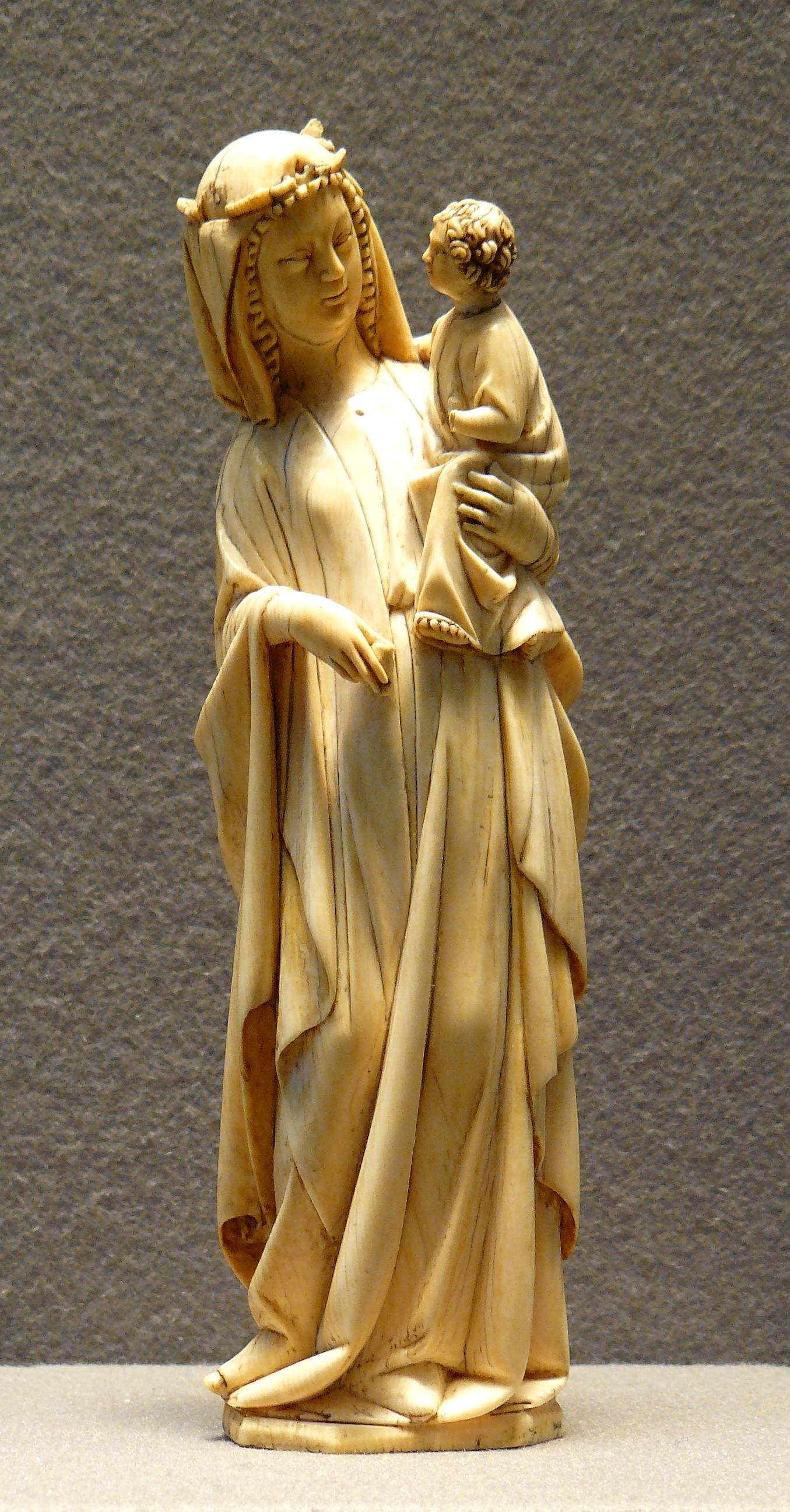
Virgen con el Niño, escultura en marfil. Francia, finales del siglo XIII.